# لهيالمة 2 (لمهارزة الساحل)
لهيالمة 2 هي إحدى مشيخات المملكة المغربية، تتبع جغرافيا لإقليم الجديدة وإداريًا للمهارزة الساحل. يقدر عدد سكانها بـ 8800 نسمة حسب الإحصاء الرسمي للسكان والسكنى لسنة 2004.